# Прирічний
Прирі́чний (рос. Приречный) — селище у складі Первомайського району Оренбурзької області, Росія.

## Населення
Населення — 199 осіб (2010; 239 у 2002).
Національний склад (станом на 2002 рік):
- росіяни — 52 %
- казахи — 43 %